# Boost (material)

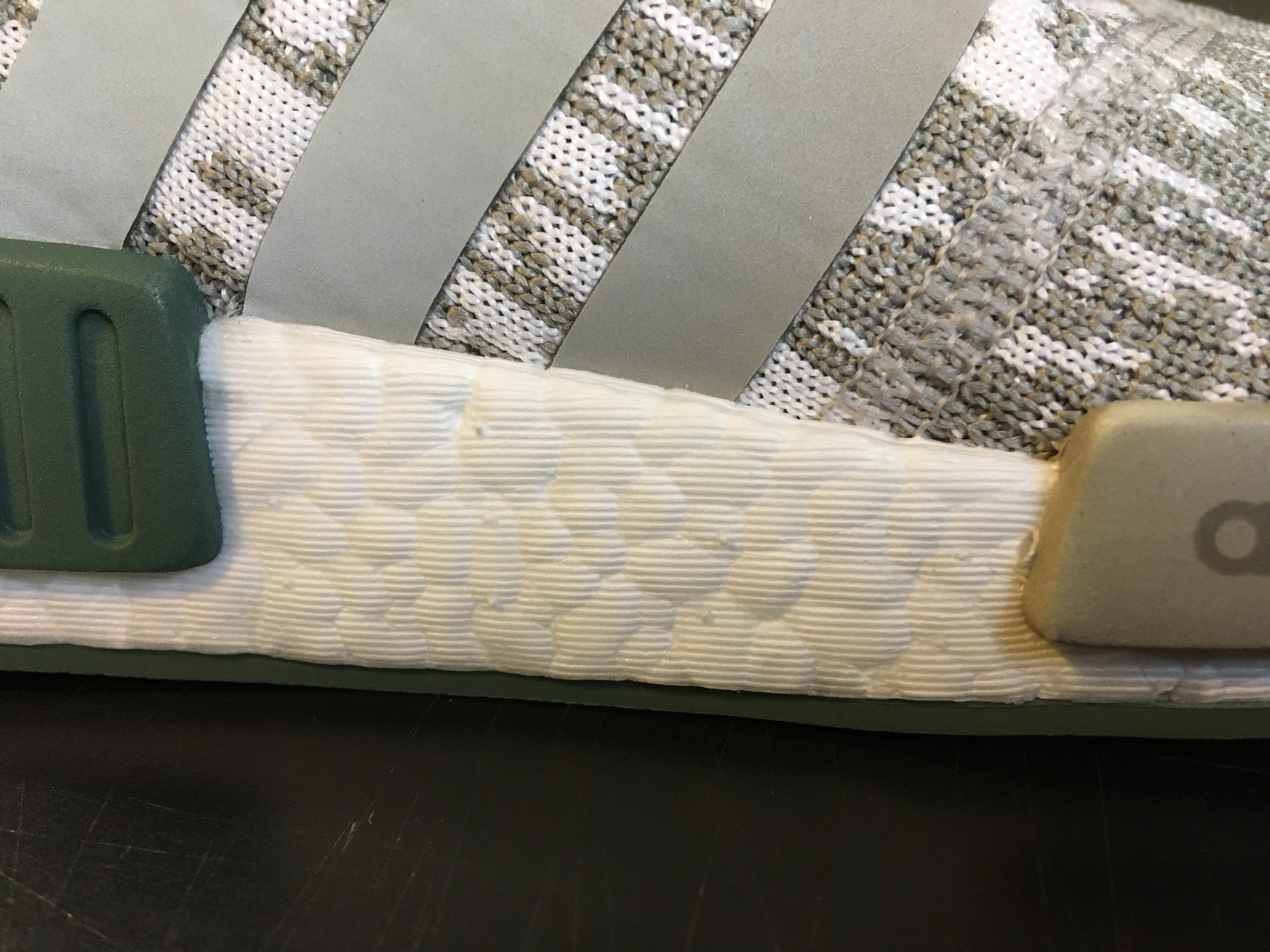
Adidas Boost (branco) representado na entressola dos calçados Adidas NMD R1

Boost é um polímero de marca registrada utilizado pela Adidas, na forma de pastilhas as quais são comprimidas e moldadas para diversos modelos de calçados que a empresa comercializa, com destaque para as linhas de tênis Ultraboost, Energy Boost e NMD. As pastilhas consistem de uretano termoplástico  (TPU), que tem  formato de uma pequena pílula. A Adidas colaborou com a empresa química alemã BASF para desenvolver este material. O Boost em si não é uma matéria-prima e sua característica saltitante é obtida pelo processamento do uretano termoplástico. Este material é considerado mais confortável para os pés do usuário.

## História
Antes de sua primeira integração na linha de corrida da Adidas em 2013, este material foi desenvolvido por químicos da BASF. A BASF vendeu seu produto à Adidas, que o integrou nas entressolas de algumas linhas de calçados. Este material, comumente conhecido como "BOOST", é a alternativa preferida da Adidas a outros padrões da indústria, como acetato de vinil de etileno .